# Storsjön (Forserums socken, Småland)
Storsjön är en sjö i Nässjö kommun i Småland och ingår i Motala ströms huvudavrinningsområde. Sjön är 14,6 meter djup, har en yta på 0,276 kvadratkilometer och befinner sig 283,8 meter över havet.

## Delavrinningsområde
Storsjön ingår i det delavrinningsområde (639969-142181) som SMHI kallar för Utloppet av Storsjön. Medelhöjden är 297 meter över havet och ytan är 1,13 kvadratkilometer. Det finns inga delavrinningsområden uppströms utan avrinningsområdet är högsta punkten. Vattendraget som avvattnar avrinningsområdet har biflödesordning 3, vilket innebär att vattnet flödar genom totalt 3 vattendrag innan det når havet efter 274 kilometer. Delavrinningsområdet består mestadels av skog (66 %). Avrinningsområdet har 0,28 kvadratkilometer vattenytor vilket ger det en sjöprocent på 24,5 %.